# المعهد العالي للدراسات والبحوث الإسلامية
المعهد العالي للدراسات والبحوث الإسلامية (بالفرنسية: L'institut sipérieur des etudes et recherches islamiques) هي مؤسسة تعليم عالي في موريتانيا. أنشئت سنة 1978م يقع مقرها الرئيسي في نواكشوط تختص بتدريس العلوم الشرعية واللغة العربيةوالعلوم العصريه. تستقبل الحاصلين علي الباكلوريا أو خريجي المحاظر الموريتانية بعد إجراء مسابقة لهم.

## نظام التدريس
تغير نظام الدراسة في المعهد من تقليدي إلى حديث وهو نظام LMD فبدل دراسة أربع سنوات لنيل المتريز يدرس الطالب ثلاث سنوات فينال شهادة الليصانص في شعبة متخصصة

## شعب وتخصصات المعهد
يحتوي المعهد العالي للدراسات والبحوث الإسلامية على شعبتين وسبعة تخصصات:
1- شعبة الدراسات الإسلامية وتتفرع عنها أربعة تخصصات هي :
شعبة: النظم والمهن القضائية.
شعبة: الفقه وأصوله.
شعبة: الاقتصاد الإسلامي.
شعبة: أصول الدين.
2- شعبة اللغة العربية والعلوم الاجتماعية وتتفرع عنها التخصصات التالية:
شعبة: اللغة العربية.
شعبة: التاريخ والحضارة.
شعبة: الإعلام والاتصال.
كما توجد بالمعهد العالي للدراسات والبحوث الإسلامية
عدة تخصصات للماستر هي :
فقه القضاء والنوازل
الفقه المالكي
الصيرفة الإسلامية
التفسير وعلوم القرآن
النحو والصرف
التاريخ والحضارة